# Дългоопашата джобна мишка
Дългоопашата джобна мишка, още Мохавски торбест скокливец (Chaetodipus formosus), е вид бозайник от семейство Торбести скокливци (Heteromyidae).

## Разпространение и местообитание
Разпространен е в Мексико и САЩ.